# Epinephelus
Epinephelus é um género que inclui os peixes de nome comum garoupas, chernes, badejos e meros.

## Espécies
As 89 espécies reconhecidas neste gênero são:
- Epinephelus adscensionis (Osbeck, 1765)
- Epinephelus aeneus (É. Geoffroy Saint-Hilaire, 1817)
- Epinephelus akaara (Temminck & Schlegel, 1843)
- Epinephelus albomarginatus Boulenger, 1903
- Epinephelus amblycephalus (Bleeker, 1857)
- Epinephelus analogus T. N. Gill, 1863
- Epinephelus andersoni Boulenger, 1903
- Epinephelus areolatus (Forsskål, 1775)
- Epinephelus awoara (Temminck & Schlegel, 1843)
- Epinephelus bilobatus J. E. Randall & G. R. Allen, 1987
- Epinephelus bleekeri (Vaillant, 1878)
- Epinephelus bontoides (Bleeker, 1855)
- Epinephelus bruneus Bloch, 1793
- Epinephelus caninus (Valenciennes, 1843)
- Epinephelus chabaudi (Castelnau, 1861)
- Epinephelus chlorocephalus (Valenciennes, 1830)
- Epinephelus chlorostigma (Valenciennes, 1828)
- Epinephelus cifuentesi Lavenberg & Grove, 1993
- Epinephelus clippertonensis G. R. Allen & D. R. Robertson, 1999
- Epinephelus coeruleopunctatus (Bloch, 1790)
- Epinephelus coioides (F. Hamilton, 1822)
- Epinephelus corallicola (Valenciennes, 1828)
- Epinephelus costae (Steindachner, 1878)
- Epinephelus craigi Frable, Tucker & Walker, 2018[5]
- Epinephelus cyanopodus (J. Richardson, 1846)
- Epinephelus daemelii (Günther, 1876)
- Epinephelus darwinensis J. E. Randall & Heemstra, 1991
- Epinephelus diacanthus (Valenciennes, 1828)
- Epinephelus drummondhayi Goode & T. H. Bean, 1878
- Epinephelus epistictus (Temminck & Schlegel, 1843)
- Epinephelus erythrurus (Valenciennes, 1828)
- Epinephelus fasciatomaculosus (W. K. H. Peters, 1865)
- Epinephelus fasciatus (Forsskål, 1775)
- Epinephelus faveatus (Valenciennes, 1828)
- Epinephelus flavocaeruleus (Lacépède, 1802)
- Epinephelus fuscoguttatus (Forsskål, 1775)
- Epinephelus fuscomarginatus Johnson & Worthington Wilmer, 2019 [6]
- Epinephelus gabriellae J. E. Randall & Heemstra, 1991
- Epinephelus geoffroyi (Klunzinger, 1870)[7]
- Epinephelus goreensis (Valenciennes, 1830)
- Epinephelus guttatus (Linnaeus, 1758)
- Epinephelus heniochus Fowler, 1904
- Epinephelus hexagonatus (Bloch & J. G. Schneider, 1801)
- Epinephelus howlandi (Günther, 1873)
- Epinephelus indistinctus J. E. Randall & Heemstra, 1991
- Epinephelus irroratus (Forster, 1801)
- Epinephelus itajara (Lichtenstein, 1822)
- Epinephelus kupangensis Tucker, Kurniasih & Craig, 2016 [8]
- Epinephelus labriformis (L. Jenyns, 1840)
- Epinephelus lanceolatus (Bloch, 1790)
- Epinephelus latifasciatus (Temminck & Schlegel, 1843)
- Epinephelus lebretonianus (Hombron & Jacquinot, 1853)
- Epinephelus longispinis (Kner, 1864)
- Epinephelus macrospilos (Bleeker, 1855)
- Epinephelus maculatus (Bloch, 1790)
- Epinephelus magniscuttis Postel, Fourmanoir & Guézé, 1963
- Epinephelus malabaricus (Bloch & J. G. Schneider, 1801)
- Epinephelus marginatus (R. T. Lowe, 1834)
- Epinephelus melanostigma Schultz, 1953
- Epinephelus merra Bloch, 1793
- Epinephelus miliaris (Valenciennes, 1830)
- Epinephelus morio (Valenciennes, 1828)
- Epinephelus morrhua (Valenciennes, 1833)
- Epinephelus multinotatus (W. K. H. Peters, 1876)
- Epinephelus ongus (Bloch, 1790)
- Epinephelus poecilonotus (Temminck & Schlegel, 1843)
- Epinephelus polylepis J. E. Randall & Heemstra, 1991
- Epinephelus polyphekadion (Bleeker, 1849)
- Epinephelus polystigma (Bleeker, 1853)
- Epinephelus posteli Fourmanoir & Crosnier, 1964
- Epinephelus quinquefasciatus (Bocourt, 1868)
- Epinephelus quoyanus (Valenciennes, 1830)
- Epinephelus radiatus (F. Day, 1868)
- Epinephelus randalli Hoshino, Denou & Nguyen 2024
- Epinephelus retouti Bleeker, 1868
- Epinephelus rivulatus (Valenciennes, 1830)
- Epinephelus sexfasciatus (Valenciennes, 1828)
- Epinephelus socialis (Günther, 1873)
- Epinephelus spilotoceps Schultz, 1953
- Epinephelus stictus J. E. Randall & G. R. Allen, 1987
- Epinephelus stoliczkae (F. Day, 1875)
- Epinephelus striatus (Bloch, 1792)
- Epinephelus suborbitalis Amaoka & J. E. Randall, 1990
- Epinephelus summana (Forsskål, 1775)
- Epinephelus tankahkeei Wu, Qu, Lin, Tang & Ding 2020[9]
- Epinephelus tauvina (Forsskål, 1775)
- Epinephelus timorensis J. E. Randall & G. R. Allen, 1987
- Epinephelus trimaculatus (Valenciennes, 1828)
- Epinephelus trophis J. E. Randall & G. R. Allen, 1987
- Epinephelus tuamotuensis Fourmanoir, 1971
- Epinephelus tukula Morgans, 1959
- Epinephelus undulatostriatus (W. K. H. Peters, 1867)
- Epinephelus undulosus (Quoy & Gaimard, 1824)

## Galeria

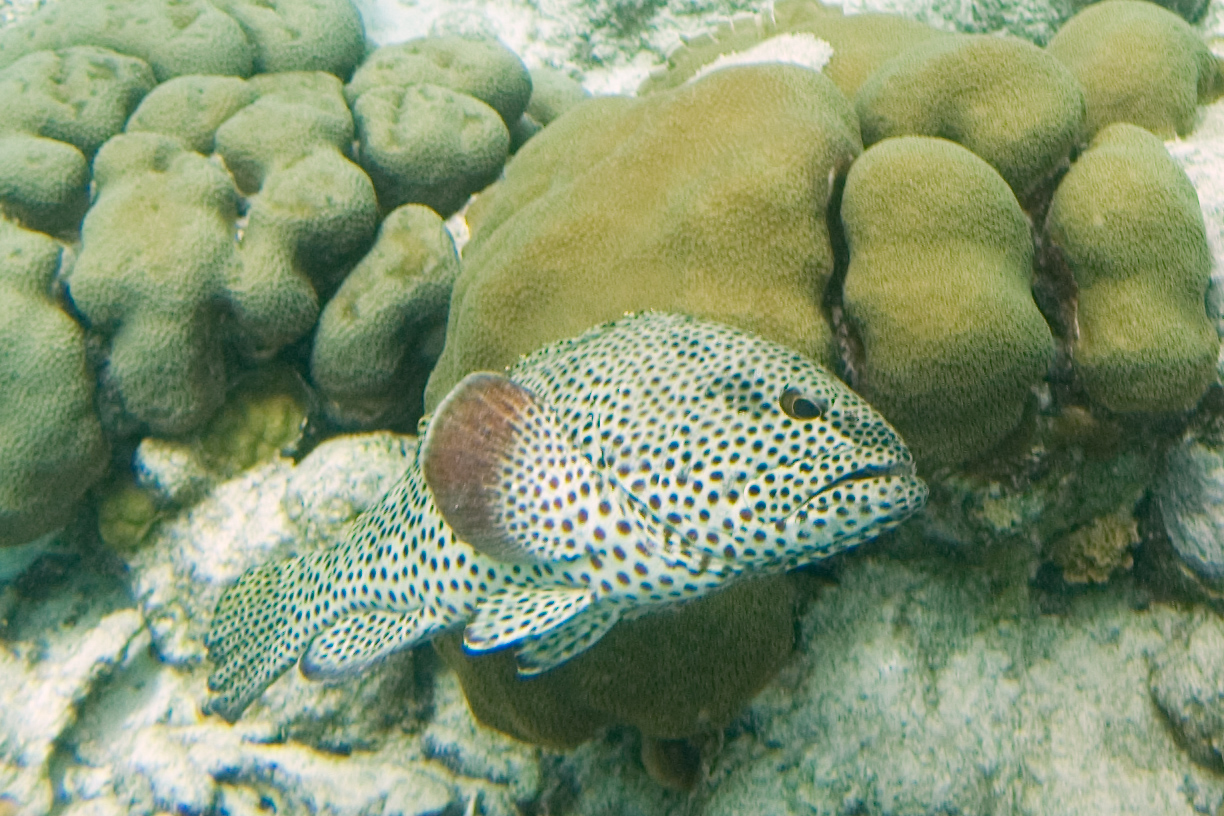
Epinephelus adscensionis
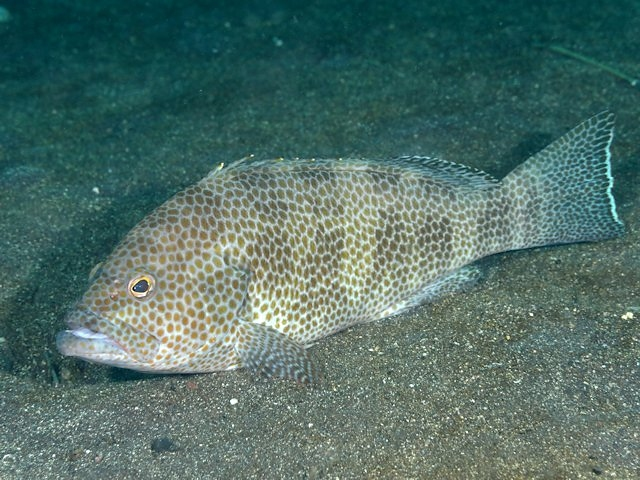
Epinephelus areolatus
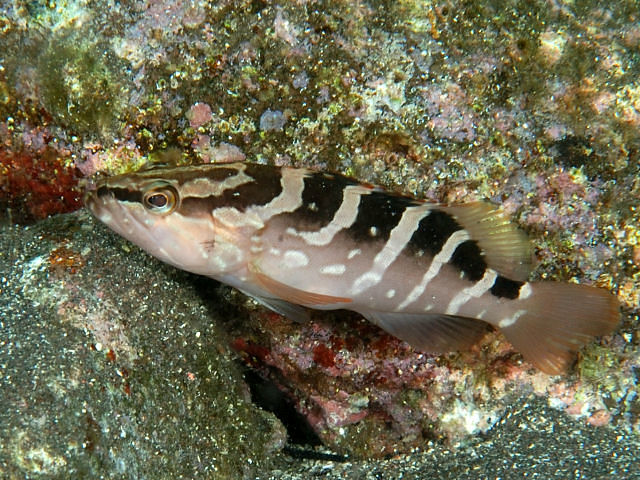
Epinephelus bruneus
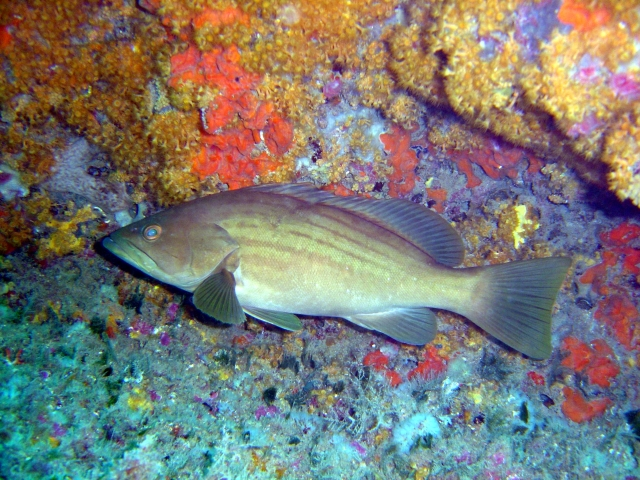
Epinephelus costae
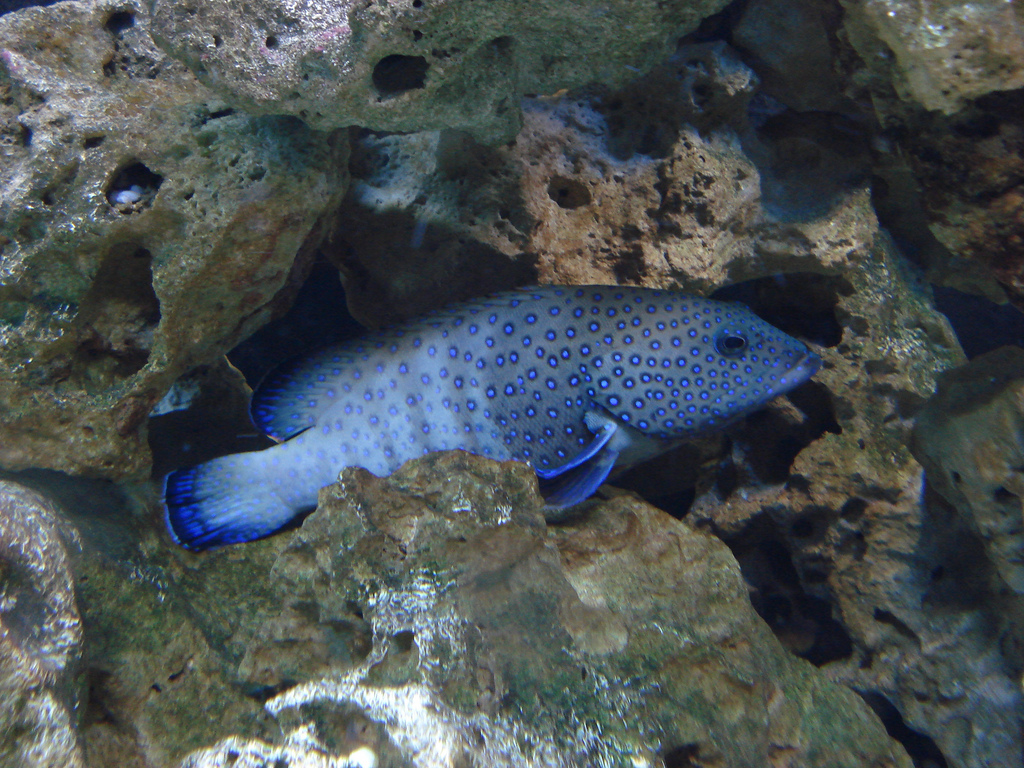
Blauer Zackenbarsch (E. cyanopodus)
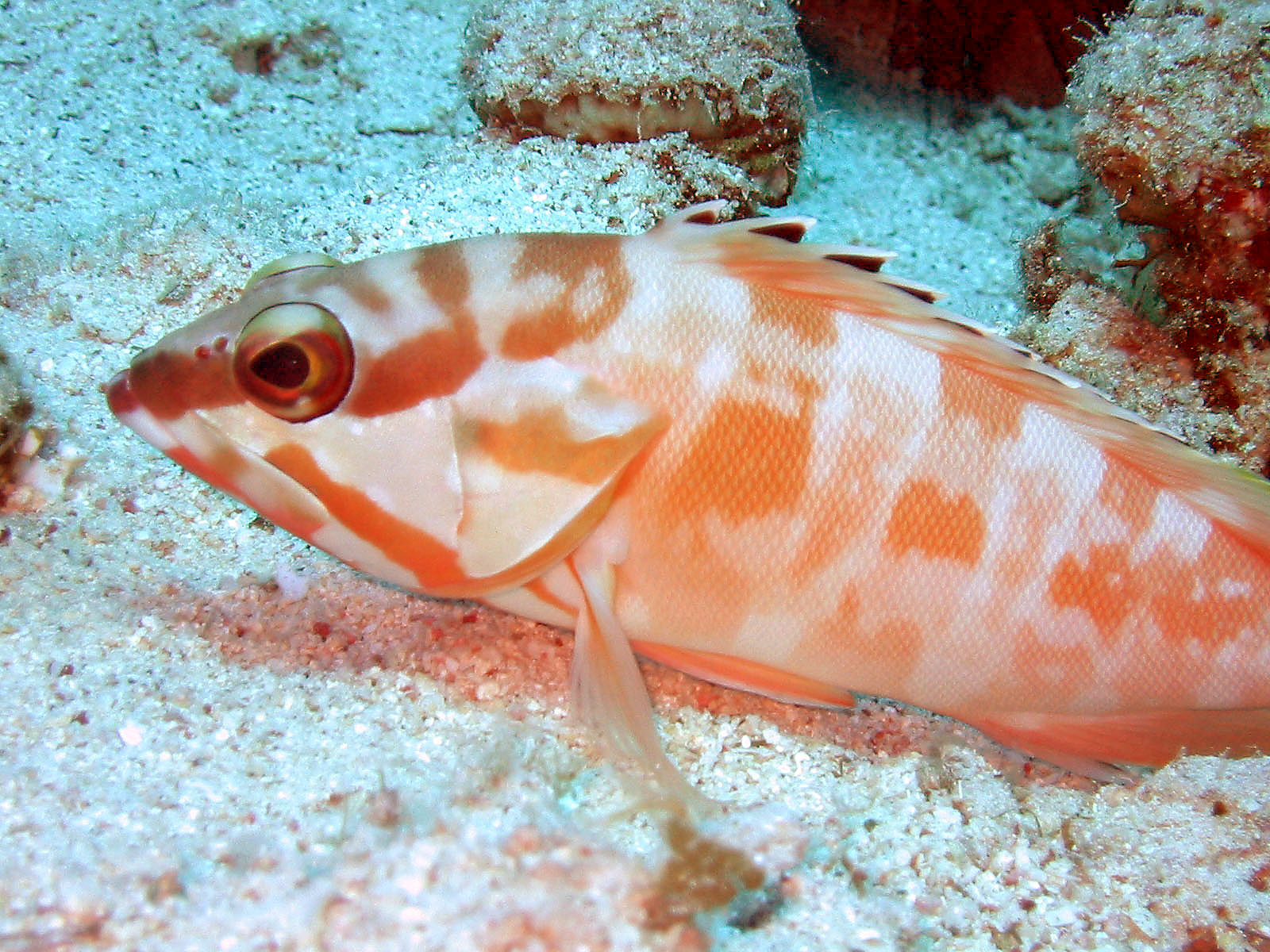
Epinephelus fasciatus
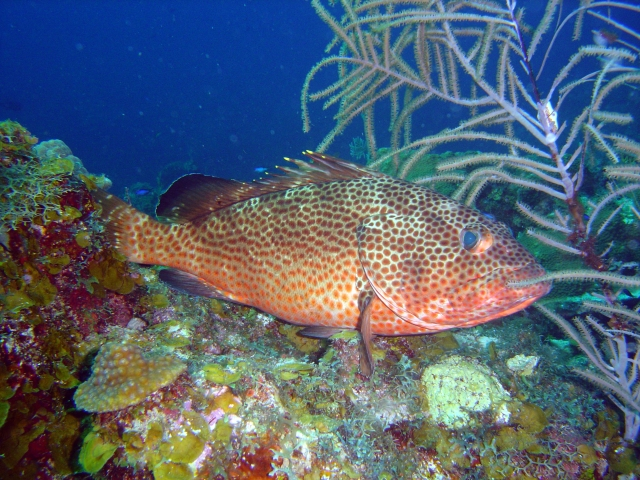
Epinephelus guttatus
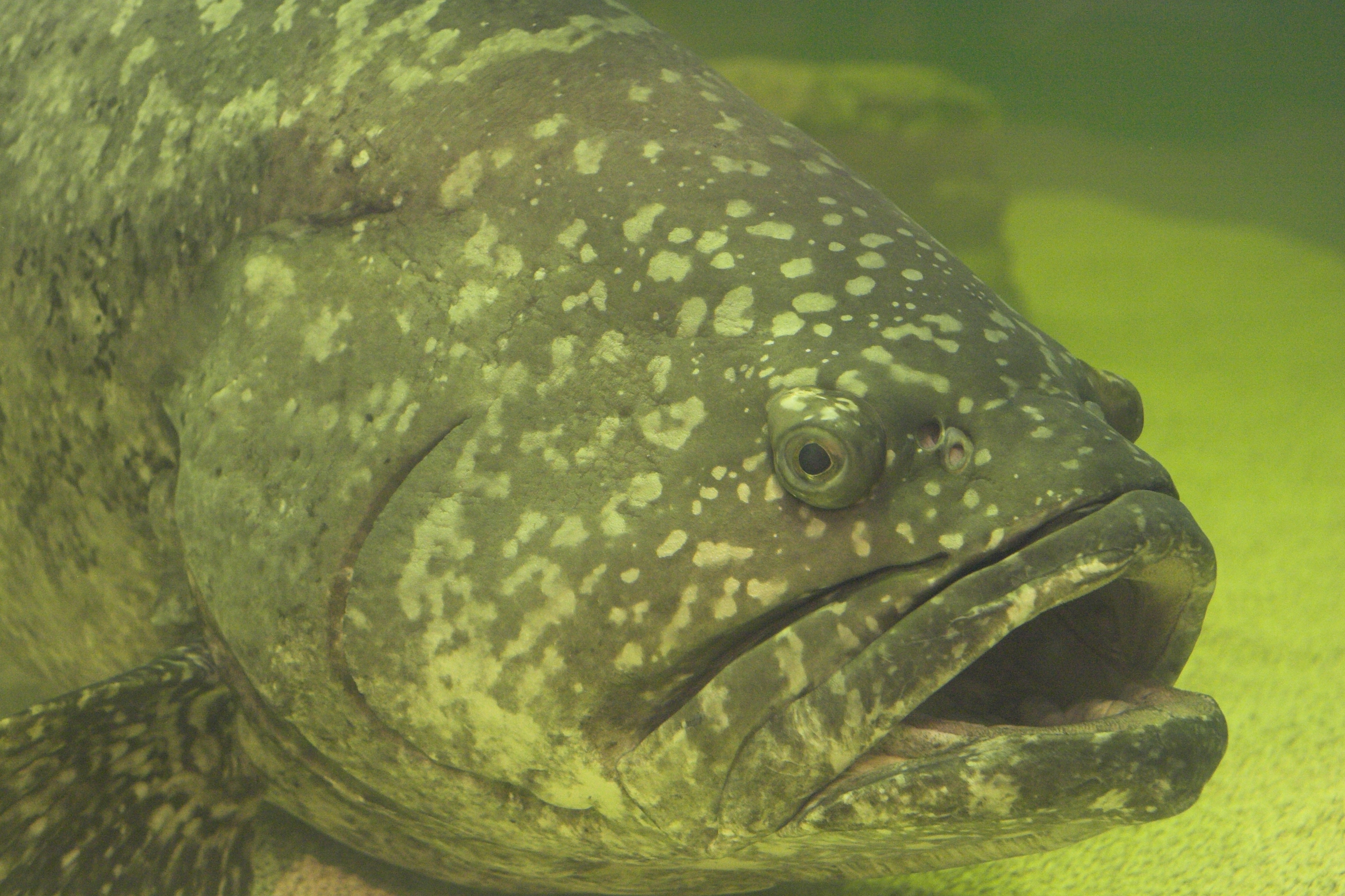
Epinephelus itajara
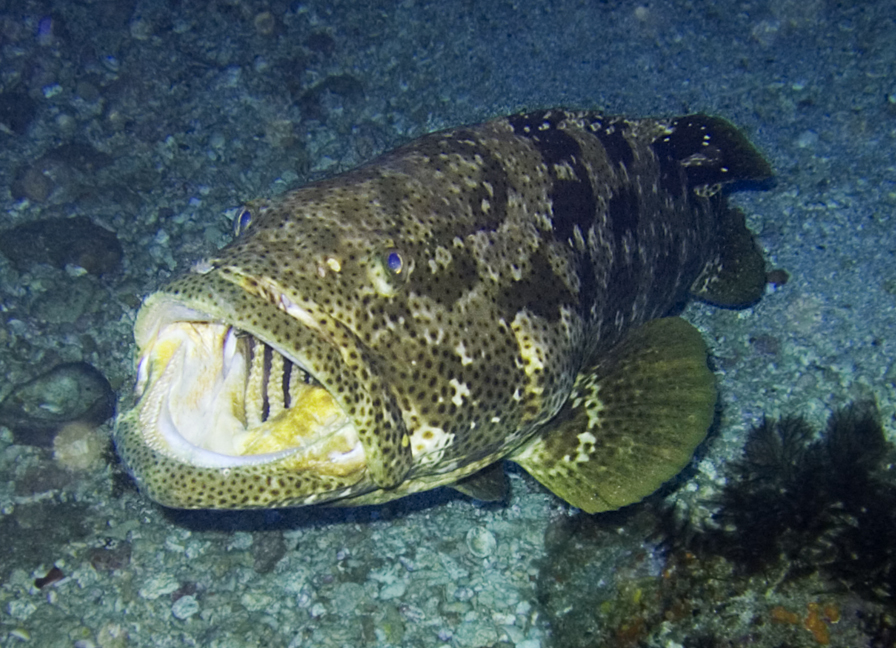
Epinephelus malabaricus
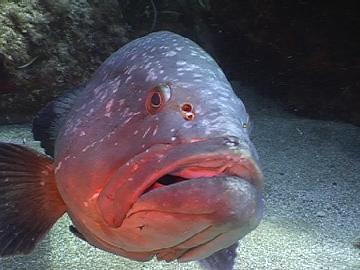
Epinephelus marginatus
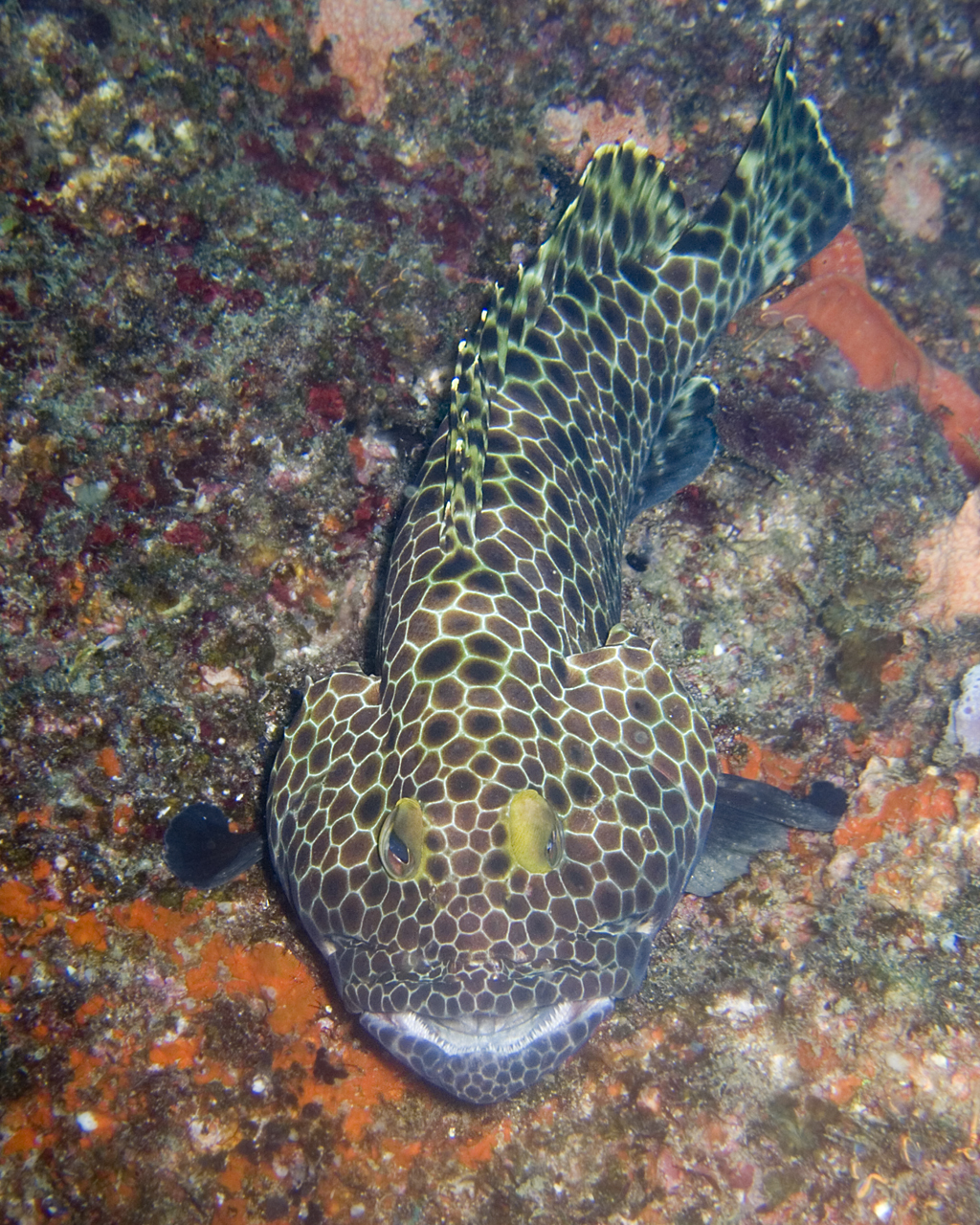
Epinephelus merra
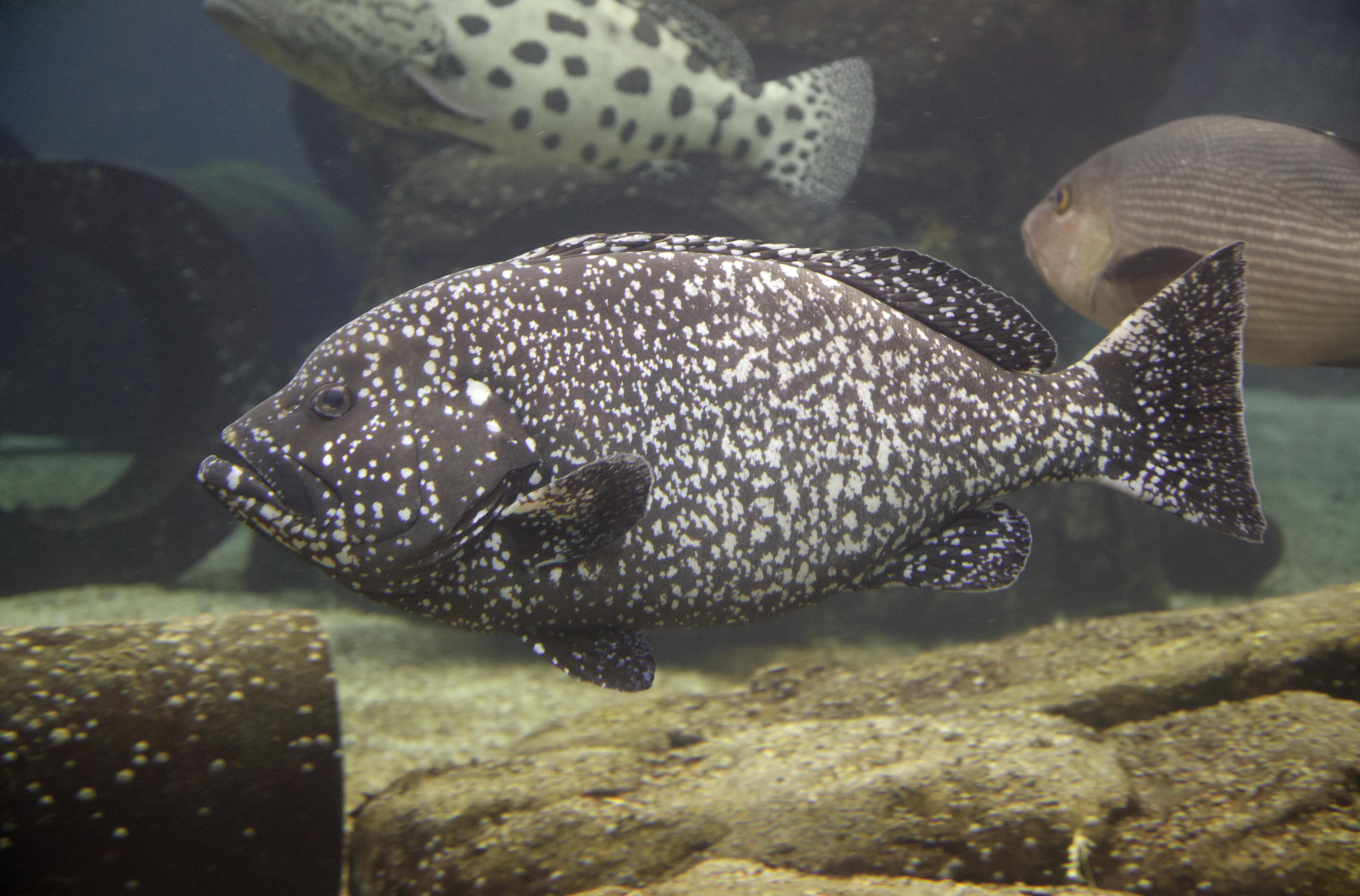
Epinephelus multinotatus
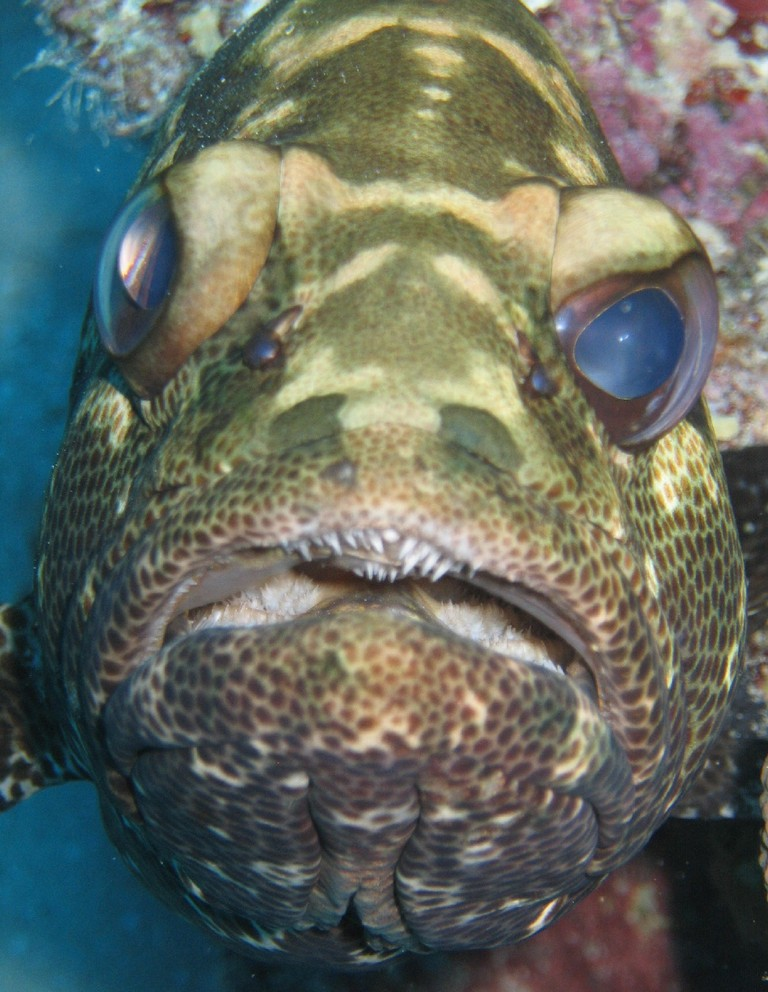
Epinephelus polyphekadion
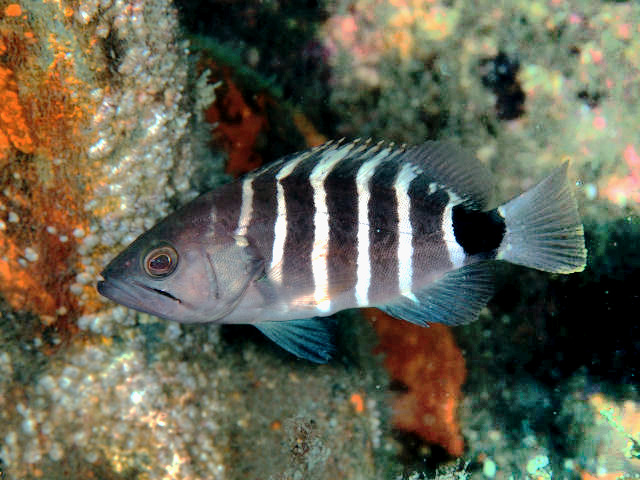
Epinephelus septemfasciatus
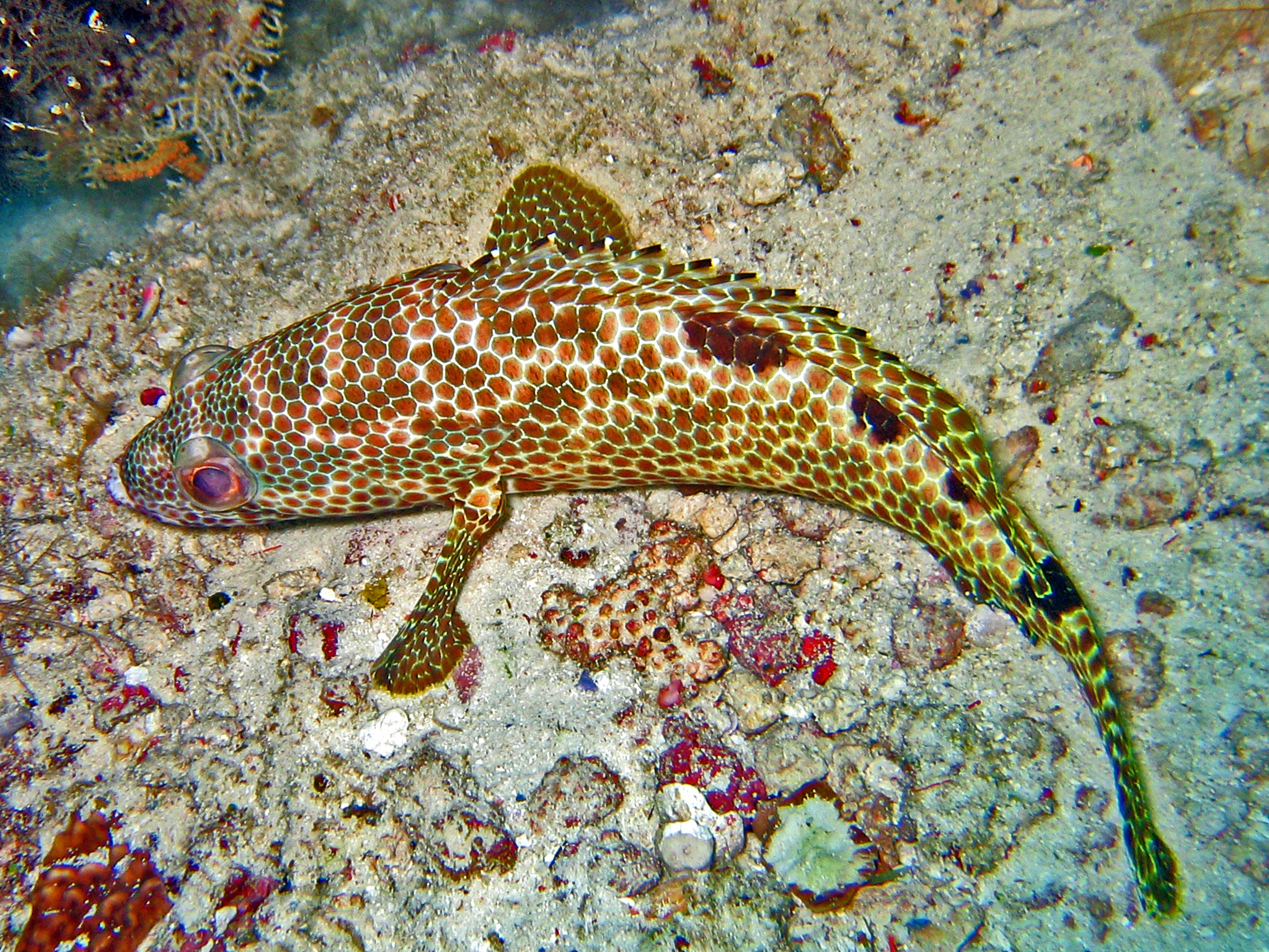
Epinephelus spilotoceps
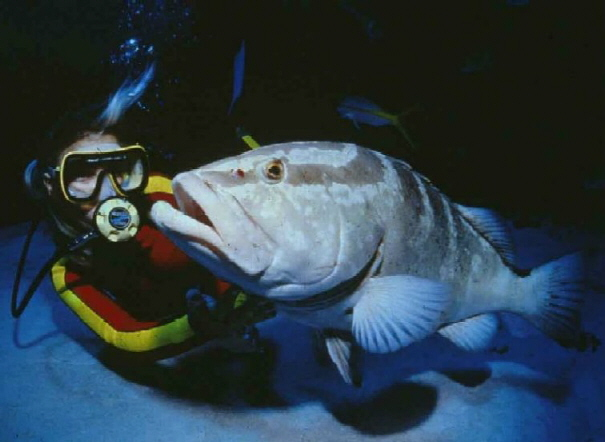
Epinephelus striatus
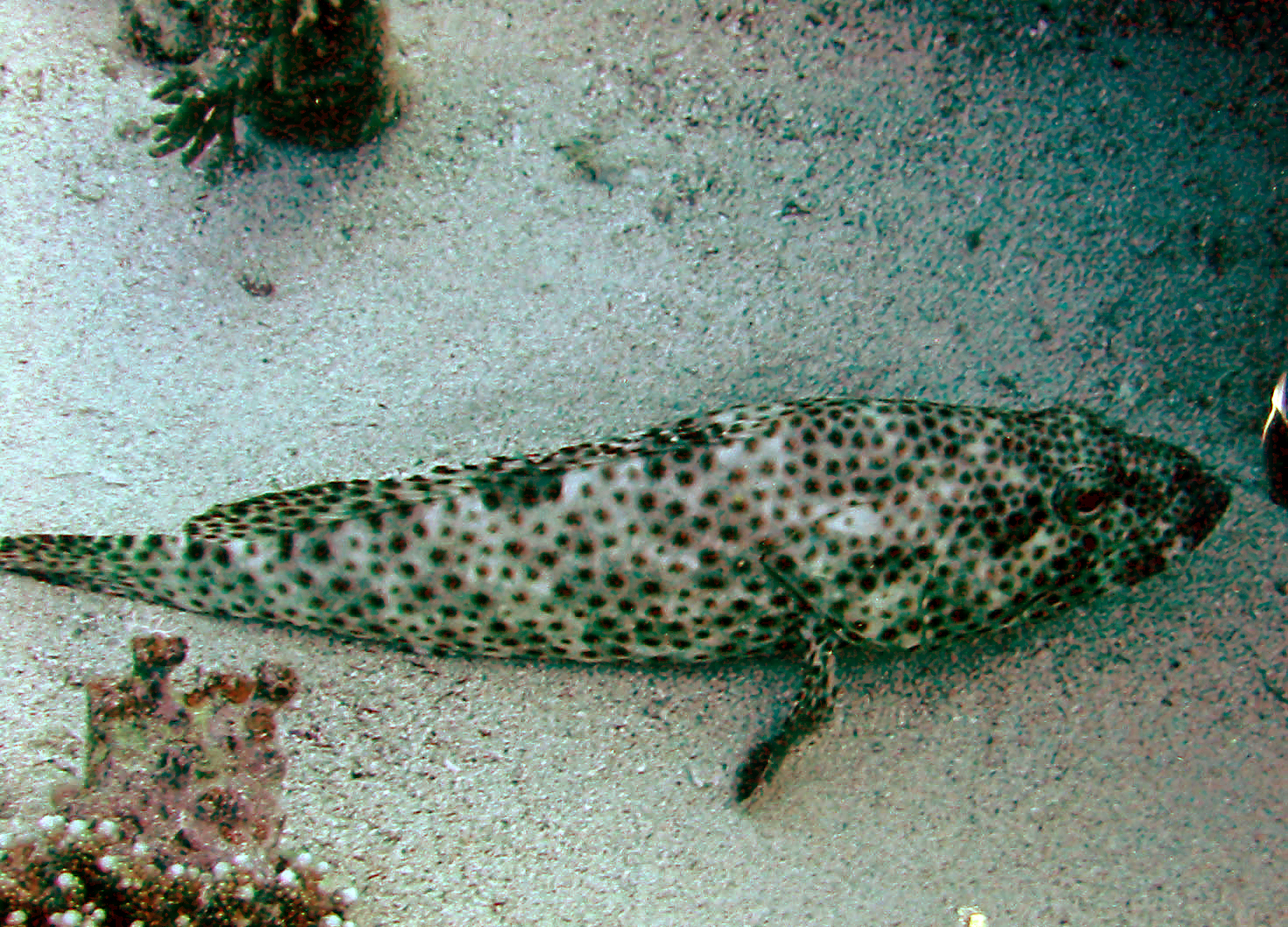
Epinephelus tauvina
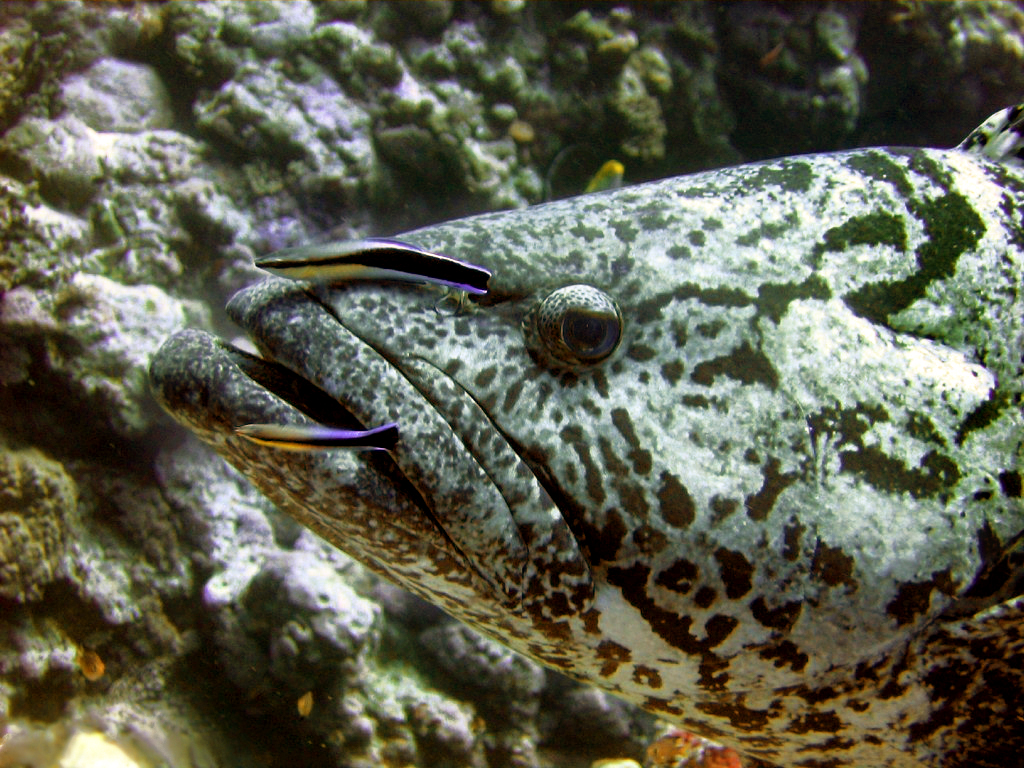
Epinephelus tukula